# François les bas-bleus (pièce de théâtre)
Ne doit pas être confondu avec François les bas-bleus.
François les bas-bleus est un drame en cinq actes et sept parties de Paul Meurice représenté la première fois à Paris le 31 janvier 1863 au théâtre de l'Ambigu.

## Argument
François est le petit-fils du meunier Michaud. La maison de François, détruite par un incendie, a été rebâtie par les ordres de Madame, et le jeune paysan porte tous les ans un panier de ses plus belles pêches à la princesse. Il a pour cette femme adorable, une admiration profonde, un véritable culte, et le jour où il peut se présenter devant sa protectrice, obtenir d'elle un regard, un sourire, il croit voir le ciel s'ouvrir devant lui.  
C'est ainsi que le jeune paysan se trouve mêlé à une intrigue de cour, à la rivalité de son seigneur et maître le comte de Guiche et du chevalier de Lorraine. Le chevalier de Lorraine, aveuglé par une passion ardente et fatale, cherche tous les moyens de perdre son rival, et pour se rapprocher de Madame, se fait le confident, le bras droit de Monsieur. Seul, François les bas-bleus tient tous les fils de cette intrigue. Il sait qu'une demoiselle d'honneur de Madame, Laure de Monlalais est compromise, qu'elle a reçu des lettres du comte de Guiche et qu'elle a perdu, chez lui une agrafe de perles, présent de Madame. Il sait aussi que le comte de Guiche a reçu des lettres de la princesse et qu'il ne veut les lui rendre que dans la vigne de François. Il commence par sauver l'honneur de Montalais, puis il songe à déjouer les coupables projets du chevalier de Lorraine.
Henriette arrive sous un déguisement dans la vigne de François les bas-bleus, accompagnée de Laure de Montalais. Elle se mêle à la troupe des vendangeurs, elle s'enivre d'air pur et de liberté, et se fait payer par François sa journée de travail. Elle mange du pain bis, boit du vin doux, avec le comte de Guiche habillé en paysan. Elle oublie un instant d'être reine, elle est heureuse.
Mais le chevalier de Lorraine la poursuit partout. Il la retrouve dans le pavillon du comte de Guiche. Madame est compromise, elle est perdue ! et pourtant elle dédaigne les prières et les menaces de son persécuteur. Heureusement François les bas-bleus veille sur elle, il la fait évader. Quand le marquis de Nantouillet et le chevalier de Lorraine reviennent pour chercher Madame et la reconduire à Paris, ils ne trouvent que François les bas-bleus. François, prisonnier du marquis et gardé à vue, profite de sa captivité dans le palais pour parler à Laure de Montalais. Laure est jalouse de Madame. Trahie par Guiche, elle veut se venger en perdant sa maîtresse. Mais elle est vaincue par la générosité du jeune paysan. François les bas-bleus se trouve ensuite en présence de Louis XIV. D'abord intimidé par le roi soleil, il s'enhardit peu à peu, et défend chaleureusement la cause de Madame. Le roi apprend par lui la trahison du chevalier de Lorraine ; mais il faut que la justice royale ait son cours. Laure de Montalais sacrifie son honneur pour sauver la réputation de sa généreuse protectrice. Elle montre au roi les lettres que lui a écrites le comte de Guiche. Le chevalier de Lorraine est banni du royaume et le comte reçoit l'ordre de regagner immédiatement l'armée à la frontière.
Un mois s'est écoulé ; Madame, remise de ses craintes, ne songe plus qu'à assurer le bonheur de ceux qui l'entourent. Mais le comte de Guiche brave le déshonneur pour revoir encore celle qu'il aime, pour obtenir son pardon. Le chevalier brave l'arrêt de mort qui le menace pour retrouver son, rival. Les deux rivaux se retrouvent dans le bal du roi. Le chevalier, voyant qu'il ne peut empêcher le comte de revoir Madame, égaré par la haine et la jalousie, empoisonne la coupe dans laquelle boit la princesse. Henriette se retrouve en face du comte de Guiche. Sentant qu'elle est empoisonnée et comprenant qu'elle va mourir, elle ose avouer son amour et mettre un baiser sur le front de son amant. Le chevalier de Lorraine, arrêté, est forcé de porter à ses lèvres la coupe empoisonnée, puis il se retire en chancelant pour ne pas mourir dans l'appartement de sa victime. Madame meurt entre les bras de Montalais.

## Distribution lors de la création
| Rôles                     | Première, 31 janvier 1863, théâtre de l'Ambigu |
| ------------------------- | ---------------------------------------------- |
| François les bas-bleus    | Marie Laurent                                  |
| Henriette d'Angleterre    | Jane Essler                                    |
| Laure de Montalais        | Anna Debonne                                   |
| Nicolette                 | Marie Lambert                                  |
| Armand, comte de Guiche   | Paul Julien Bondois                            |
| Le chevalier de Lorraine  | Eugène Castellano                              |
| Louis XIV                 | Antoine Métrême                                |
| Le marquis de Nantouillet | Marius Berret                                  |
| Purnon                    | Charles Hoster                                 |
| Garo                      | Moretteau                                      |
| Comtois                   | Bosquette                                      |
| Guiteau                   | Lavergne                                       |
| Le père Mattieu           | Guillot                                        |
| Saint-Aignan              | Georges                                        |
| La mère Michaud           | C. Gilbert                                     |
| Babichon                  | G. Tessier                                     |